# Thoopterus nigrescens
Thoopterus nigrescens är en däggdjursart som först beskrevs av Gray 1870. IUCN kategoriserar arten globalt som livskraftig. Inga underarter finns listade.
Thoopterus nigrescens var fram till 2012 ensam i släktet Thoopterus som ingår i familjen flyghundar. Sedan tillkom Thoopterus suhaniahae.
Denna flyghund når en kroppslängd (huvud och bål) av 9,5 till 11 cm och svansen är bara en liten stubbe. Underarmarnas längd som bestämmer djurets vingspann är 7 till 8 cm. Vikten varierar mellan 67 och 99 gram. Pälsen har på fram- och baksidan en gråbrun färg. Arten skiljer sig främst i detaljer av tändernas konstruktion från andra flyghundar.
Thoopterus nigrescens förekommer på Sulawesi och på några mindre öar i samma region. Den vistas i skogar i låglandet och i medelhöga bergstrakter upp till 2400 meter över havet.
Dräktiga honor med ett embryo hittades under olika årstider.